# Ashihei Hino
Ashihei Hino (火野 葦平 Hino Ashihei?, 25 de enero de 1907 – 24 de enero de 1960). Fue un escritor japonés, especializado en relatos de corte bélico. 

## Vida y obra
Hino nació en Wakamatsu (ahora Wakamatsu ward, Kitakyūshū, Fukuoka, (Japón)). En 1937, mientras estaba desplazado en China como miembro del ejército japonés en los prolegómenos de la Segunda Guerra Mundial, recibió el prestigioso premio Akutagawa por una de sus novelas: "Cuentos de Excremento y Orina" (糞尿譚, Fun'nyōtan).
Logró ser ascendido al cuerpo de información y publicó numerosos trabajos sobre el día a día de los soldados japoneses. Alcanzó la fama durante la guerra debido a sus novelas bélicas, cayendo en el olvido tras el conflicto. Con su libro "Trigo y soldados" (麦と兵隊, Mugi to Heitai) superó el millón de copias vendidas.
Hino se suicidó con 53 años, siendo anunciada su muerte en un principio como un ataque de corazón, pero más tarde su familia reveló que se debió a una sobredosis de sedantes. En la actualidad, su casa natal puede visitarse.